# Фріц Ліґґес
Фріц Ліґґес (нім. Fritz Ligges, 29 липня 1938 — 21 травня 1996) — німецький вершник.
Олімпійський чемпіон 1972 року в командному конкурі, бронзовий призер 1984 року в командному конкурі, учасник 1964 року.